# Реюніон (футбольний клуб)
Футбольний клуб «Реюніон» або просто «Реюніон» (англ. Reunion Football Club) — професіональний кенійський футбольний клуб з міста Найробі.

## Історія
Клуб, відомий тоді як «Луо Юніон», згодом — «Луо Юнайтед», заснований у 1957 році в Мванзі, Танзанія, як фарм-клуб «Луо Юніон» в Східній Африці. Більшість гравців тієї команди працювали в компанії Плантація Танганьїки. У 1980 році після чистки, спровокованої генеральним прокурором Чарльзом Нджонджо проти племінних організацій, які, на його думку, розділяли країну, клуб було перейменовано в «Реюніон». Команда вигравала Прем'єр-лігу Кенії в 1964 та 1975 роках, а також ставала володарем національного кубку 1964, 1965 та 1966 років. Перший кенійський клуб, який виграв клубний чемпіонат країн Центральної та Східної Африки (1976, 1977). Колишній прем'єр-міністр Кенії Раїла Одінга пообіцяв одного разу написати книгу про Реюніон 1960-х років.
На даний час виступають у Провінційній лізі Найробі.

## Досягнення
- Прем'єр-ліга Кенії
  -  Чемпіон (2): 1964, 1975

- Кубок президента Кенії
  -  Володар (3): 1964, 1965, 1966

- Клубний чемпіонат Центральної та Східної Африки
  -  Чемпіон (2): 1976, 1977

## Статистика виступів на континентальних турнірах
| Сезон | Турнір                       | Раунд      | Клуб          | Вдома | На виїзді | Загалом |
| ----- | ---------------------------- | ---------- | ------------- | ----- | --------- | ------- |
| 1976  | Кубок африканських чемпіонів | 2          | «Сент-Джордж» | 3-1   | 2-0       | 5-1     |
| 1976  | Кубок африканських чемпіонів | 1/4 фіналу | МК Алжир      | 3-6   | 0-1       | 3-7     |
| 1977  | Кубок володарів кубків КАФ   | 1          | МО Константін | 0-1   | 0-21      | 0-3     |

1- Через помилку в календарі Луо Юніон прибув на другий матч у п'ятницю ввечері без чотирьох ключових гравців, в той час як матч відбувся у суботу ввечері, й кенійці не змогли дістатися стадіону. Внаслідок цього «Константіні» зарахували технічну перемогу з рахунком 2:0.